# Castiglione Torinese
Castiglione Torinese es un municipio italiano situado en la ciudad metropolitana de Turín, en Piamonte. Tiene una población estimada, a fines de noviembre de 2023, de 6494 habitantes.

## Evolución demográfica
| Gráfica de evolución demográfica de Castiglione Torinese entre 1861 y 2023 |
|                                                                            |
| Fuente: ISTAT - Elaboración gráfica de Wikipedia                           |